# Семёнов, Георгий Гаврилович
Георгий Гаврилович Семёнов — советский военный деятель, генерал-лейтенант. Начальник штаба Воронежского военного округа и Прибалтийского военного округа.

## Биография
Родился в 1 мая 1908 году в Севастополе.Отец- Гавриил Кириллович Семенов,Мать-Мария Георгевна Лебедева. Член КПСС.
С 1931 года — на военной службе, общественной и политической работе. В 1931—1968 гг. — в 88-й стрелковом полку в Павлограде, командир взвода, командир роты, участник Великой Отечественной войны, в распоряжении командира 33-й стрелковой дивизии, начальник оперативного штаба 3-й Ударной Армии, в штабе Одесского военного округа, военный советник Северо-Китайского Военного округа в Пекине, начальник штаба Воронежского военного округа, начальник штаба Прибалтийского военного округа, заместитель начальника Академии Генерального штаба МО СССР.
Почётный гражданин города Великие Луки (1985).
Умер в 1985 году.